# Dicliptera melleri
Dicliptera melleri là một loài thực vật có hoa trong họ Ô rô. Loài này được Rolfe mô tả khoa học đầu tiên năm 1889.